# Baryssinus
Baryssinus (лат.)— род усачей трибы Acanthocinini из подсемейства ламиин.

## Описание
Коренастые жуки с булавовидными бёдрам. От близких групп отличается следующими признаками: надкрылья с боковым килем, без дорсального, но с центрально-базальным гребнем; длина базального метатарсомера равна длине следующих двух вместе; самцы с брюшной стороны без длинных щетинок; передние голени без шипов снизу.

## Классификация и распространение
В составе рода около 15 видов. Встречаются, в том числе, в Северной и Южной Америке.
- Baryssinus albifrons Monné & Martins, 1976
- Baryssinus bicirrifer Bates, 1872
- Baryssinus bilineatus Bates, 1864
- Baryssinus chemsaki Monné, 1985
- Baryssinus giesberti Monne & Monne, 2007
- Baryssinus huedepohli Monné & Martins, 1976
- Baryssinus marcelae Martins & Monné, 1974
- Baryssinus marisae Martins & Monné, 1974
- Baryssinus melasmus Monné & Martins, 1976
- Baryssinus mimus Monne & Monne, 2007
- Baryssinus modestus Monné, 1985
- Baryssinus penicillatus Bates, 1864
- Baryssinus robertoi Monné & Martins, 1976
- Baryssinus silviae Martins & Monné, 1974